# Princesa Oliveros
Pour les articles homonymes, voir Oliveros.
María Princesa Oliveros Bohórquez (née le 10 août 1975 à Luruaco) est une athlète colombienne spécialiste du 100 m haies et du 400 m haies. Elle détient avec Norma González, Evelis Aguilar et Jennifer Padilla le record de Colombie du relais 4 x 400 mètres.
Elle participe au 400 mètres haies féminin aux Jeux olympiques d'été de 2012.

## Biographie

### Palmarès
| Date | Compétition                                      | Lieu                 | Résultat | Épreuve     | Performance   |
| ---- | ------------------------------------------------ | -------------------- | -------- | ----------- | ------------- |
| 1999 | Championnats d'Amérique du Sud                   | Bogota               | 3e       | 100 m haies | 13 s 49       |
| 1999 | Championnats d'Amérique du Sud                   | Bogota               | 3e       | 400 m haies | 58 s 77       |
| 2000 | Championnats ibéro-américains                    | Rio de Janeiro       | 4e       | 100 m haies | 13 s 82       |
| 2000 | Championnats ibéro-américains                    | Rio de Janeiro       | 5e       | 400 m haies | 59 s 18       |
| 2000 | Championnats ibéro-américains                    | Rio de Janeiro       | 1re      | 4 x 100 m   | 44 s 81       |
| 2001 | Championnats d'Amérique du Sud                   | Manaus               | 2e       | 400 m haies | 58 s 76       |
| 2001 | Championnats d'Amérique du Sud                   | Manaus               | 2e       | 4 x 100 m   | 45 s 43       |
| 2001 | Championnats d'Amérique du Sud                   | Manaus               | 2e       | 4 x 400 m   | 3 min 40 s 27 |
| 2002 | Championnats ibéro-américains                    | Guatemala            | 3e       | 100 m haies | 13 s 53       |
| 2002 | Championnats ibéro-américains                    | Guatemala            | 2e       | 400 m haies | 57 s 37       |
| 2002 | Championnats ibéro-américains                    | Guatemala            | 2e       | 4 x 400 m   | 3 min 33 s 35 |
| 2002 | Jeux d'Amérique centrale et des Caraïbes         | San Salvador         | 2e       | 100 m haies | 13 s 72       |
| 2002 | Jeux d'Amérique centrale et des Caraïbes         | San Salvador         | 3e       | 400 m haies | 57 s 72       |
| 2003 | Championnats d'Amérique du Sud                   | Barquisimeto         | 3e       | 100 m haies | 13 s 77       |
| 2003 | Championnats d'Amérique du Sud                   | Barquisimeto         | 3e       | 400 m haies | 57 s 53       |
| 2003 | Championnats d'Amérique du Sud                   | Barquisimeto         | 3e       | 4 x 400 m   | 3 min 41 s 05 |
| 2004 | Championnats ibéro-américains                    | Huelva               | 3e       | 100 m haies | 13 s 72       |
| 2004 | Championnats ibéro-américains                    | Huelva               | 7e       | 400 m haies | 58 s 58       |
| 2005 | Championnats d'Amérique du Sud                   | Cali                 | 2e       | 100 m haies | 13 s 51       |
| 2005 | Championnats d'Amérique du Sud                   | Cali                 | 4e       | 400 m haies | 59 s 79       |
| 2006 | Jeux d'Amérique centrale et des Caraïbes         | Carthagène des Indes | 5e       | 100 m haies | 13 s 84       |
| 2006 | Jeux d'Amérique centrale et des Caraïbes         | Carthagène des Indes | 5e       | 400 m haies | 58 s 07       |
| 2006 | Championnats d'Amérique du Sud                   | Tunja                | 5e       | 400 m haies | 1 min 10 s 02 |
| 2006 | Championnats d'Amérique du Sud                   | Tunja                | 2e       | 4 x 400 m   | 3 min 37 s 12 |
| 2008 | Championnats d'Amérique centrale et des Caraïbes | Cali                 | 8e       | 100 m haies | 13 s 90       |
| 2008 | Championnats d'Amérique centrale et des Caraïbes | Cali                 | 2e       | 400 m haies | 57 s 44       |
| 2009 | Championnats d'Amérique du Sud                   | Lima                 | 3e       | 400 m haies | 58 s 67       |
| 2011 | Championnats d'Amérique du Sud                   | Buenos Aires         | 2e       | 400 m haies | 58 s 07       |
| 2011 | Championnats d'Amérique du Sud                   | Buenos Aires         | 2e       | 4 x 400 m   | 3 min 37 s 66 |
| 2011 | Jeux panaméricains                               | Guadalajara          | 1re      | 400 m haies | 56 s 26       |
| 2011 | Jeux panaméricains                               | Guadalajara          | 3e       | 4 x 400 m   | 3 min 29 s 84 |

### Records
| Épreuve     | Performance | Lieu        | Date            |
| ----------- | ----------- | ----------- | --------------- |
| 100 m haies | 13 s 41     | Medellín    | 30 avril 2011   |
| 400 m haies | 56 s 26     | Guadalajara | 26 octobre 2011 |